# Almeerse Hockey Club
De Almeerse Hockey Club (23 oktober 1979) is een Nederlandse hockeyclub uit Almere. De Almeerse Hockey Club behoort tot de grootste hockeyclubs van Nederland met een ledenaantal van ca. 1300 (waarvan 75% jeugd). Het complex van de Almeerse ligt op het Sportpark Klein Brandt.

## Geschiedenis
Het eerste herenteam kwam in het seizoen 2016/2017 voor het eerst uit in de Hoofdklasse en stond onder leiding van Alex Verga. In het seizoen 2018/2019 komt de Almeerse Hockey Club wederom uit op het hoogste niveau van Nederland onder leiding van Pasha Gademan. In de zaal neemt het team deel aan de Hoofdklasse Indoor.
Dames 1 speelde in het seizoen 2013/2014 in de Overgangsklasse maar wist zich niet te handhaven en degradeerde terug naar de Eerste Klasse. Na het seizoen 2014/2015 promoveerde Dames 1 terug naar de Overgangsklasse. In het seizoen 2017/2018 werden ze 5e in de Overgangsklasse, waarmee ze promoveerden naar de Promotieklasse. In het seizoen 2018/2019 werden de dames 12de en laatste en degradeerde daarmee terug naar de overgangsklasse.
De Almeerse Hockey Club kampte jarenlang met een gebrek aan ruimte door de snelle groei van de club, maar in 2010 kwam hier verandering in door de aanleg van twee nieuwe kunstgrasvelden. De club had vanaf de zomer van 2016 vier water- en drie met zand ingestrooide velden.

## (Oud-)internationals
Onder meer de volgende (oud-)internationals hebben in hun carrière bij Almere gespeeld:
- Youri Beck (zaal)
- Ronald Brouwer
- Jonas de Geus
- Deegan Huisman ( Verenigde Staten)
- Wouter Jolie
- Terrance Pieters
- Maartje Scheepstra
- Valentin Verga
- Nicki Leijs (zaal)

## Resultaten
| 1 |

| 4 |

| 2 |

| 8 |

| 9 |

| 2 |

| 1 |

| 11 |

| 11 |

| 9 |

| Eerste klasse |

| Overgangsklasse |

| Hoofdklasse |

| Eerste klasse |

| Overgangsklasse |

| Hoofdklasse |

| 1 |

| 4 |

| 2 |

| 8 |

| 9 |

| 2 |

| 1 |

| 11 |

| 11 |

| 9 |

| Eerste klasse |

| Overgangsklasse |

| Hoofdklasse |

| Eerste klasse |

| Overgangsklasse |

| Hoofdklasse |

| 1 |

| 11 |

| 1 |

| 8 |

| 7 |

| 5 |

| 12 |

| Eerste klasse |

| Overgangsklasse |

| Promotieklasse |

| Hoofdklasse |

| Eerste klasse |

| Overgangsklasse |

| Promotieklasse |

| Hoofdklasse |

| 1 |

| 11 |

| 1 |

| 8 |

| 7 |

| 5 |

| 12 |

| Eerste klasse |

| Overgangsklasse |

| Promotieklasse |

| Hoofdklasse |

| Eerste klasse |

| Overgangsklasse |

| Promotieklasse |

| Hoofdklasse |